# Sherif Touré Coubageat
Sherif Touré Coubageat (ur. 27 grudnia 1983) – togijski piłkarz grający na pozycji napastnika.

## Kariera klubowa
Coubageat urodził się w Togo, ale następnie wyemigrował do Niemiec. Tam rozpoczął karierę piłkarską w juniorach Hannover 96. Grał w amatorskich rezerwach tego klubu, a w 2001 roku przeszedł do Concordii Ihrhove z Oberligi. W 2006 roku przeszedł do Germanii Leer, zespołu z piątej ligi niemieckiej.

## Kariera reprezentacyjna
W reprezentacji Togo Coubageat zadebiutował w 2000 roku. W 2006 roku został powołany do kadry Togo na Puchar Narodów Afryki 2006. Na tym turnieju wystąpił w jednym meczu, z Angolą (2:3).